# معركة أم الرصاص
معركة أم الرصاص هي معركة وقعت بين العراق وإيران خلال الحرب العراقية - الإيرانية وذلك في عام 1986، في أثناء عملية الفجر 8 تحركت قوة إيرانية في ليلة 10_11 شباط واحتلت جزيرة أم الرصاص التي كانت خالية من القوات وتقدمت باتجاه الفاو، عند تقدمها باتجاه الفاو جوبهت القوات الإيرانية بمقاومة عنيفة من جانب القوات العراقية المدافعة أعقبها هجوم مضاد بالدبابات مما اضطر القوة الإيرانية إلى الانسحاب واسترد العراق جزيرة أم الرصاص في 12 شباط 1986.[بحاجة لمصدر] وأطلق على هذه المعركة «معركة اليوم العظيم» إذ استمرت 36 ساعة فقط.